# Evangelische Kirche (Mülheim an der Mosel)

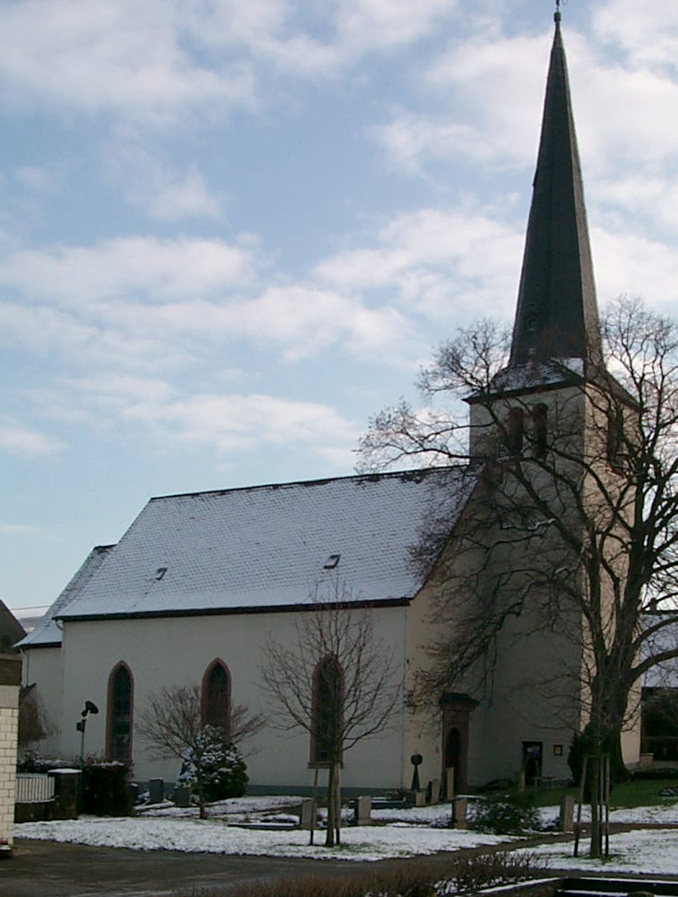
Kirche von Norden

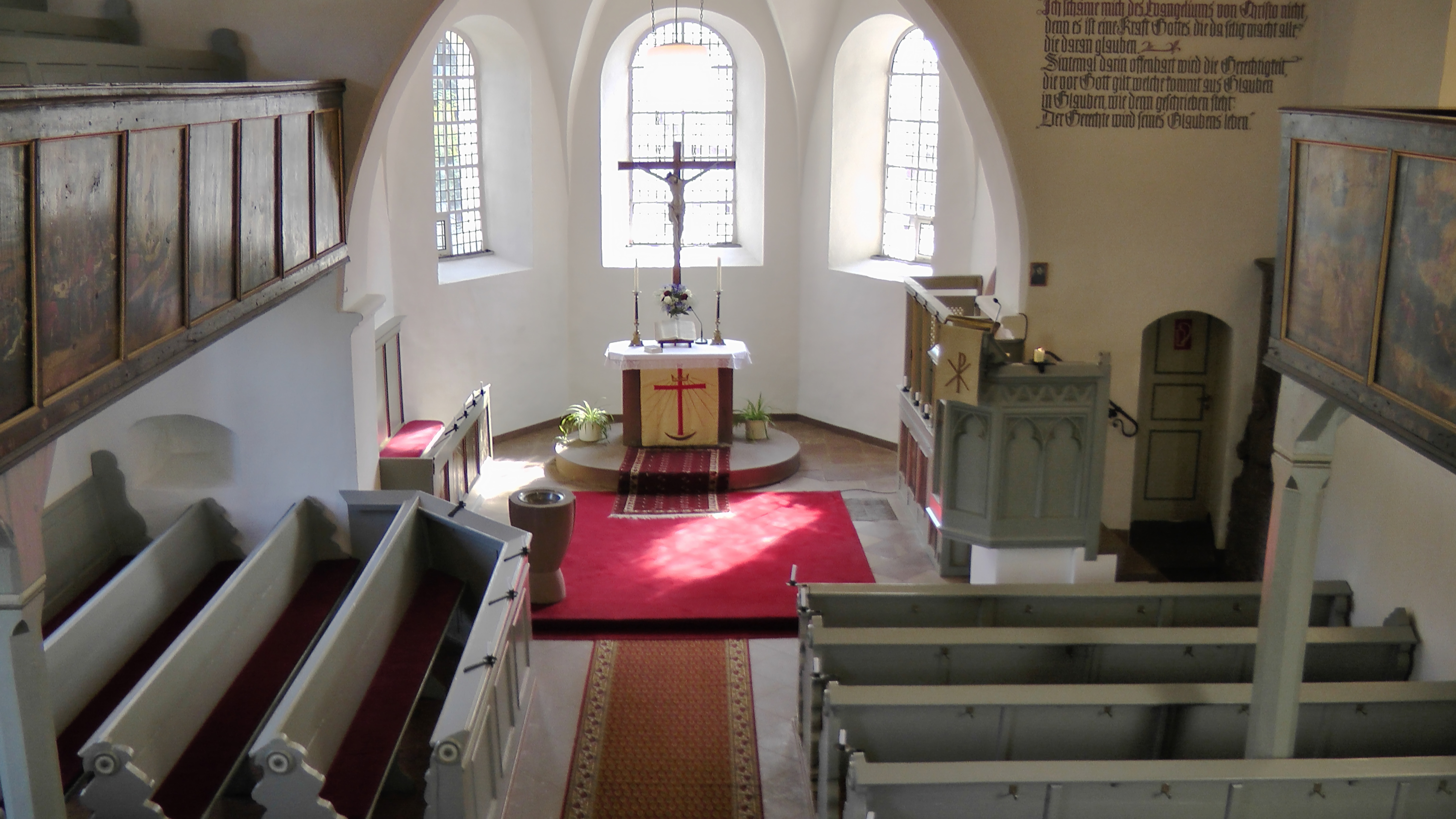
Innenraum der Kirche

Die Evangelische Kirche in Mülheim an der Mosel, einer Ortsgemeinde im Landkreis Bernkastel-Wittlich in Rheinland-Pfalz, ist eine barocke Saalkirche mit einem älteren romanischen Turm, die von 1669 bis 1675 erbaut wurde. Sie ist eine von drei Kirchen der heutigen Evangelischen Kirchengemeinde Mülheim an der Mosel, die zum Kirchenkreis Trier der Rheinischen Landeskirche gehört. Die Kirche zählt zu den ältesten protestantischen Kirchenbauten der Region. Hauptsehenswürdigkeiten der Kirche sind die zwischen 1700 und 1740 entstandenen Tafelbilder an der Empore von Johann Georg Engisch und die Stumm-Orgel von 1890.

## Geschichte
Mülheim gehört zu den ältesten evangelischen Kirchengemeinden des Rheinlands und war ein Teil der Grafschaft Veldenz. Die Veldenzer Grafen förderten im 16. Jahrhundert die Reformation in ihren Territorien. Nach 1815 kamen die zugewanderten evangelischen Christen in den bis heute überwiegend katholisch geprägten Ortschaften der näheren Umgebung hinzu. Heute hat die lutherisch geprägte Kirchengemeinde Mülheim 1400 Gemeindeglieder, davon 450 in den katholischen Ortschaften.

## Orgel

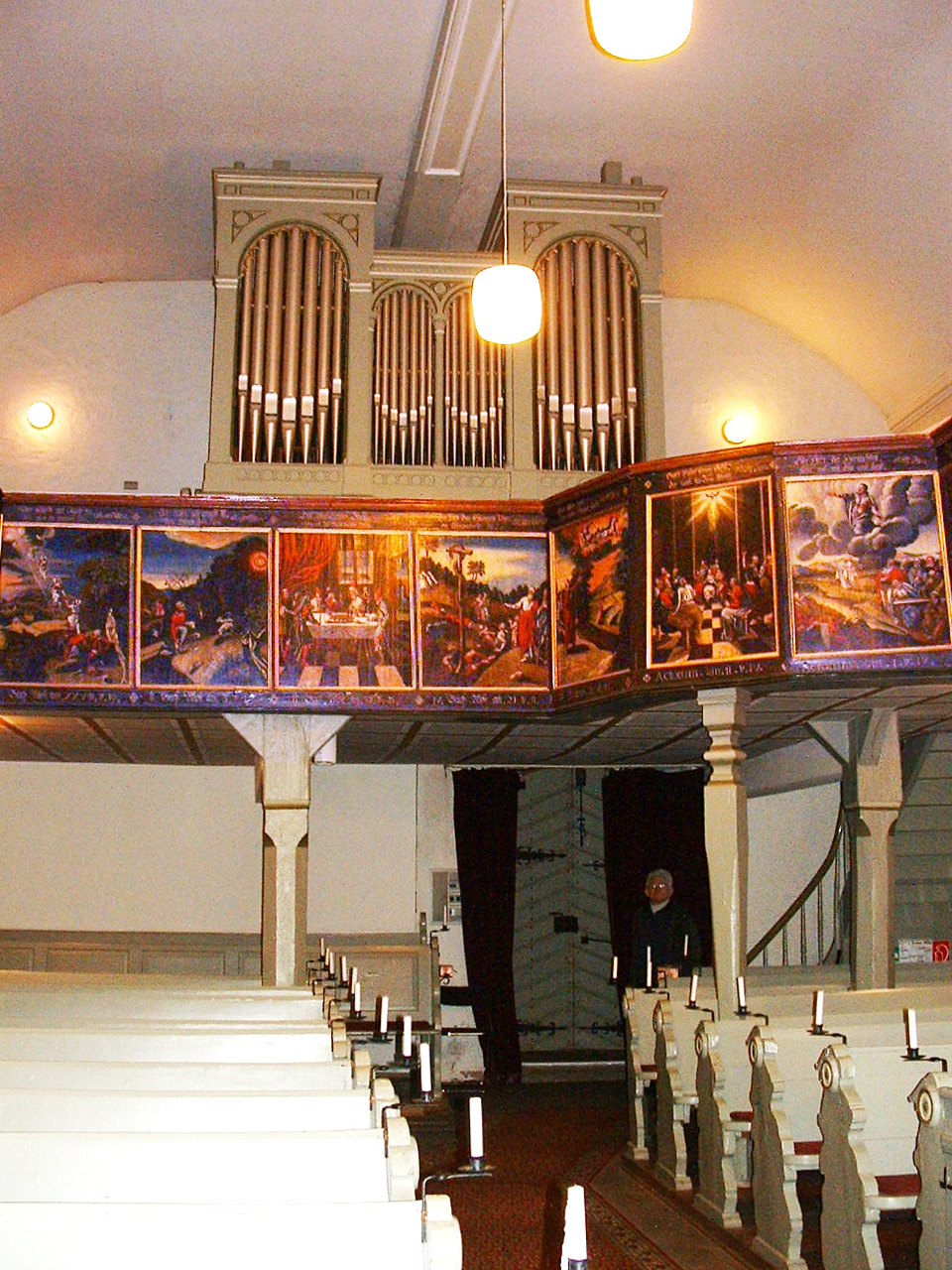
Orgel und Empore mit Tafelbildern

Die Orgel wurde 1890 von der Sulzbacher Orgelbauerfamilie Stumm als eine der letzten Orgeln aus der Werkstatt Gebrüder Friedrich und Karl Stumm in Rhaunen-Sulzbach gebaut. Bis auf die Prospektpfeifen, die im Ersten Weltkrieg abgeliefert werden mussten, ist die Orgel original erhalten. Die Orgel wurde zuletzt 1961 und 1995 durch Orgelbaumeister Heinrich Jud generalüberholt. Die Disposition lautet wie folgt:
| I Hauptwerk C–f3 |                |    |
| 1.               | Principal      | 8′ |
| 2.               | Salicional     | 8′ |
| 3.               | Viola di Gamba | 8′ |
| 4.               | Gedeckt        | 8′ |
| 5.               | Oktav          | 4′ |
| 6.               | Flöte          | 4′ |
| 7.               | Mixtur II-III  | 2′ |

| Pedal C–c1 |           |     |   |
| 8.         | Subbaß    | 16′ | S |
| 9.         | Violonbaß | 08′ | S |

- Koppel: I/P (S) und zwei Feste Kombinationen (Forte und Tutti) als Fußtritte

### Technische Daten
- 9 Register
- 2-facher mechanischer Kastenbalg (funktionsfähig)

- elektrischer Windmotor (1955/1995)

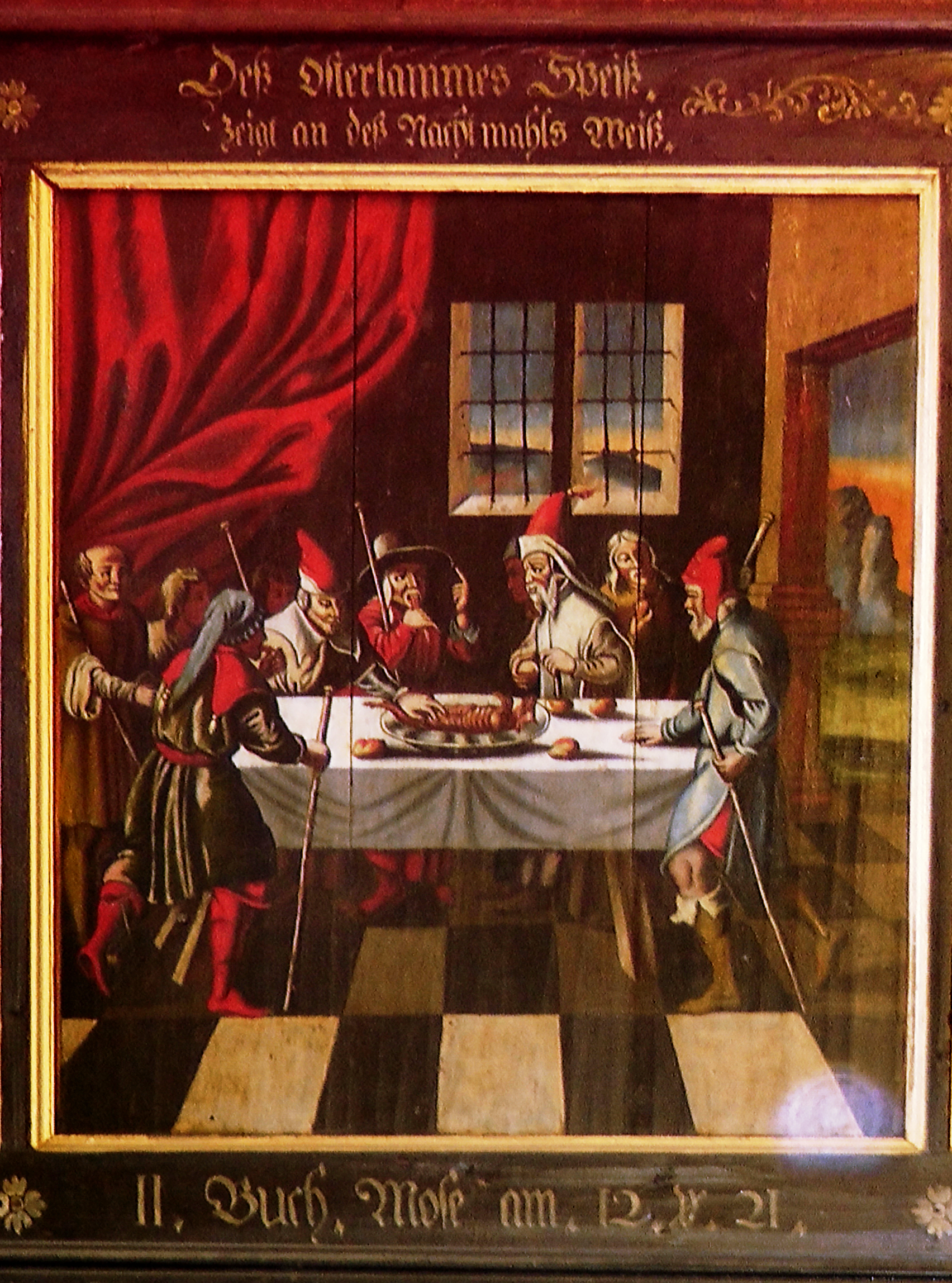
Johann Georg Engisch, das Passahmahl

- Traktur:
  - vollmechanische Kegelladen
  - mechanische Registertraktur

- 522 Pfeifen
- Stimmung:
  - Höhe a1= 436 Hz und 74 mm/Ws
  - Bach-Kellner

## Tafelbilder

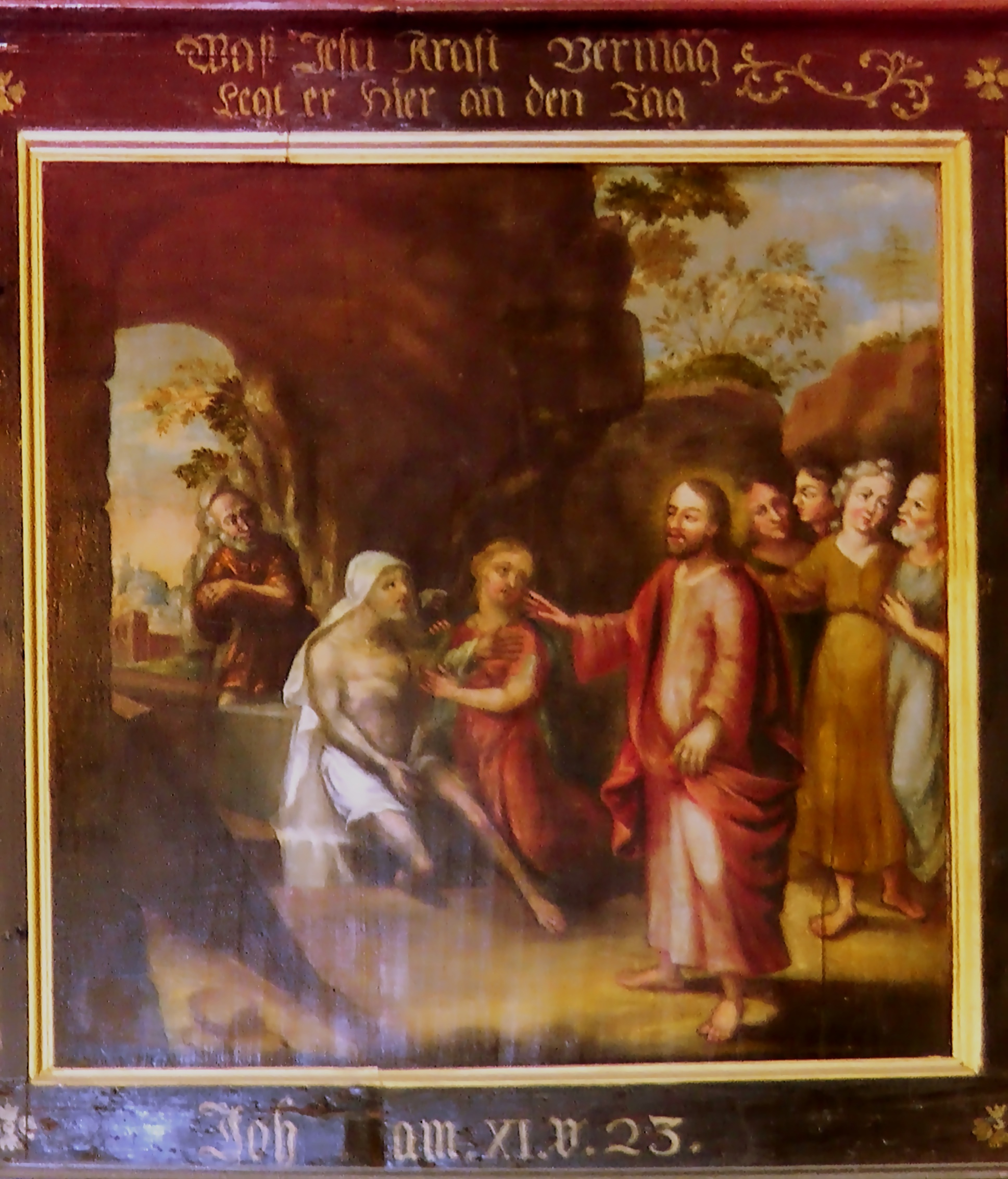
Auferweckung des Lazarus

An den Brüstungen der dreiflügligen Empore sind 26 Gemälde aus der biblischen Geschichte angeordnet. Anfang des 18. Jahrhunderts schuf der Birkenfelder Hofmaler Johann Georg Engisch aus Kirn mit einem Schüler die wertvollen Tafelbilder.
Bei den von Engisch selbst gemalten Bildern handelt es sich um Verkündigungsbilder, über denen jeweils ein Sinnspruch geschrieben steht. Sie weisen den Maler als profunden Kenner der Bibel und der Theologie Martin Luthers aus. Die Bilder sind so angeordnet, dass die alttestamentliche Heilsgeschichte spiegelbildlich auf die neutestamentliche bezogen ist. Beide Bilderreihen laufen von zwei Seiten auf das Pfingstbild an der Chorbrüstung zu.
Den Abschluss an der linken Seite bilden zwei neutestamentliche Bilder zu Lazarus und vier Bilder aus der Johannes-Offenbarung an der Südseite. Diese besitzen nicht die klaren Konturen der anderen Bilder und es dominieren Pastellfarben. Wahrscheinlich wurden die Bilder von einem namentlich nicht überlieferten Schüler Engischs gemalt. Stilistisch ähnlich sind die Bilder über dem Zensorengestühl links vom Altarraum und die Bilder, die sich früher vor den Bänken der Obrigkeit befanden und sich jetzt an der rechten Seite des Chors befinden. Sie beschreiben den Dienst der Gemeindeleitung und der Obrigkeit als Dienst „unter dem Wort“.

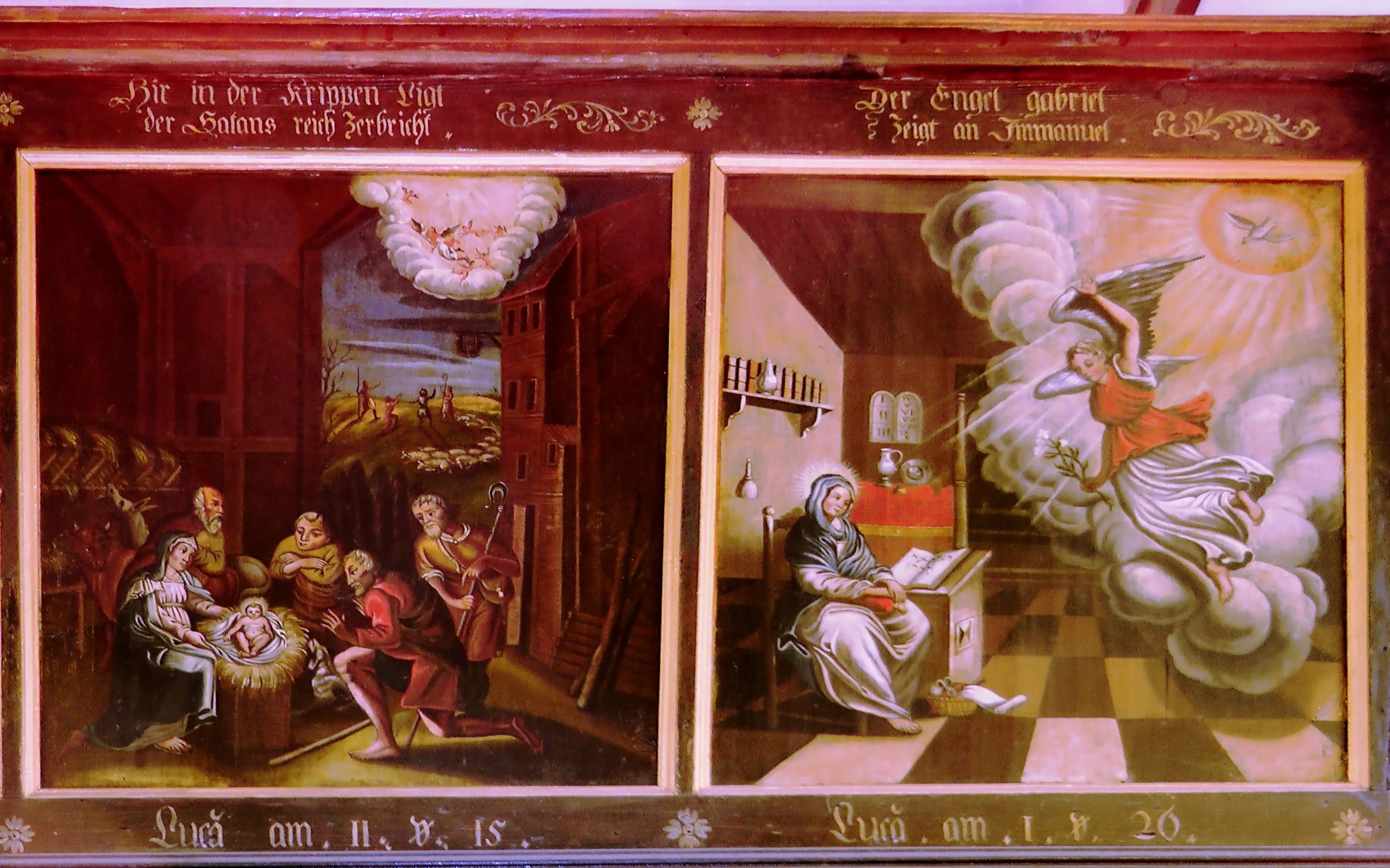
Christi Geburt – Verkündigung
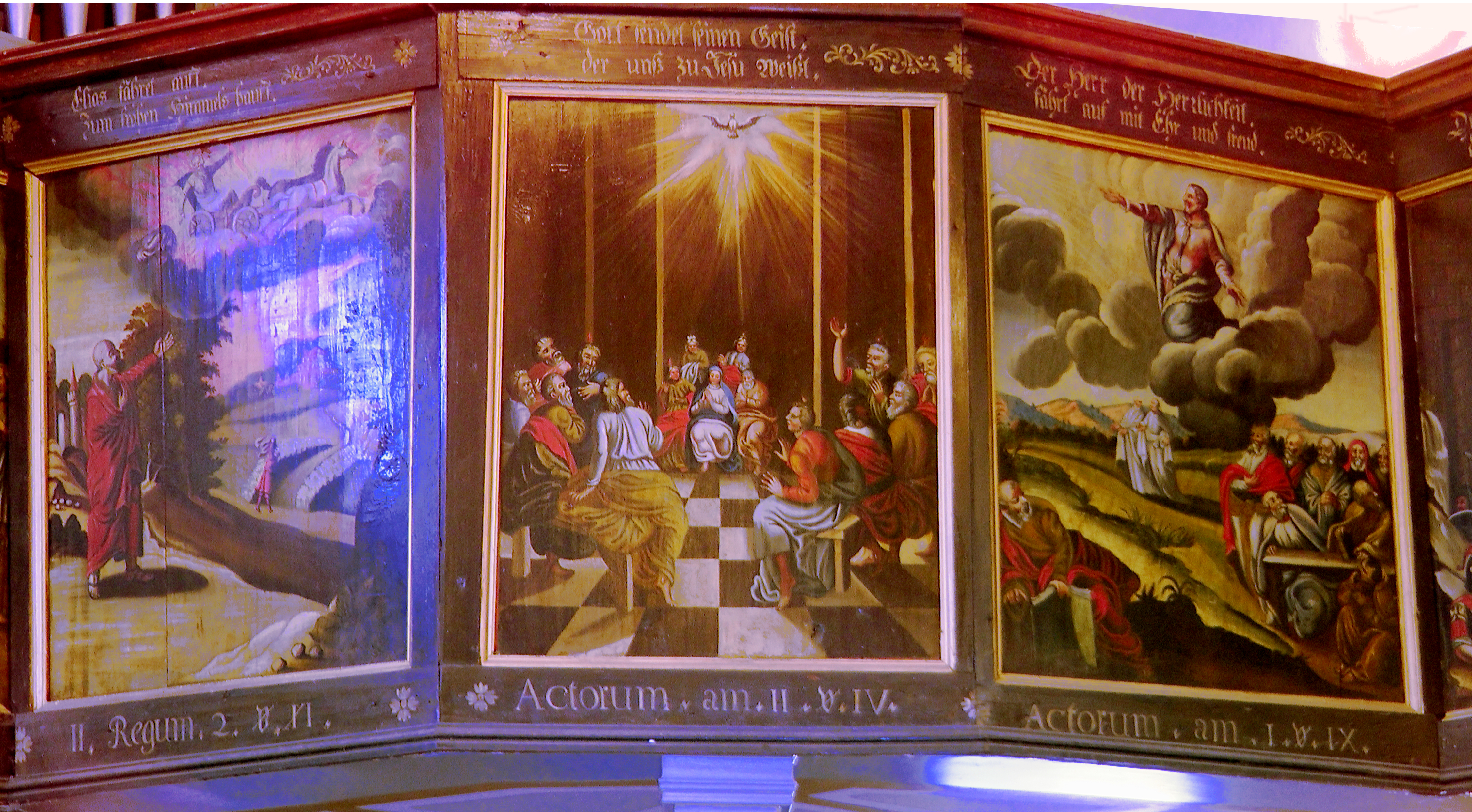
Elias und der Feuerwagen – Pfingsten – Christi Himmelfahrt
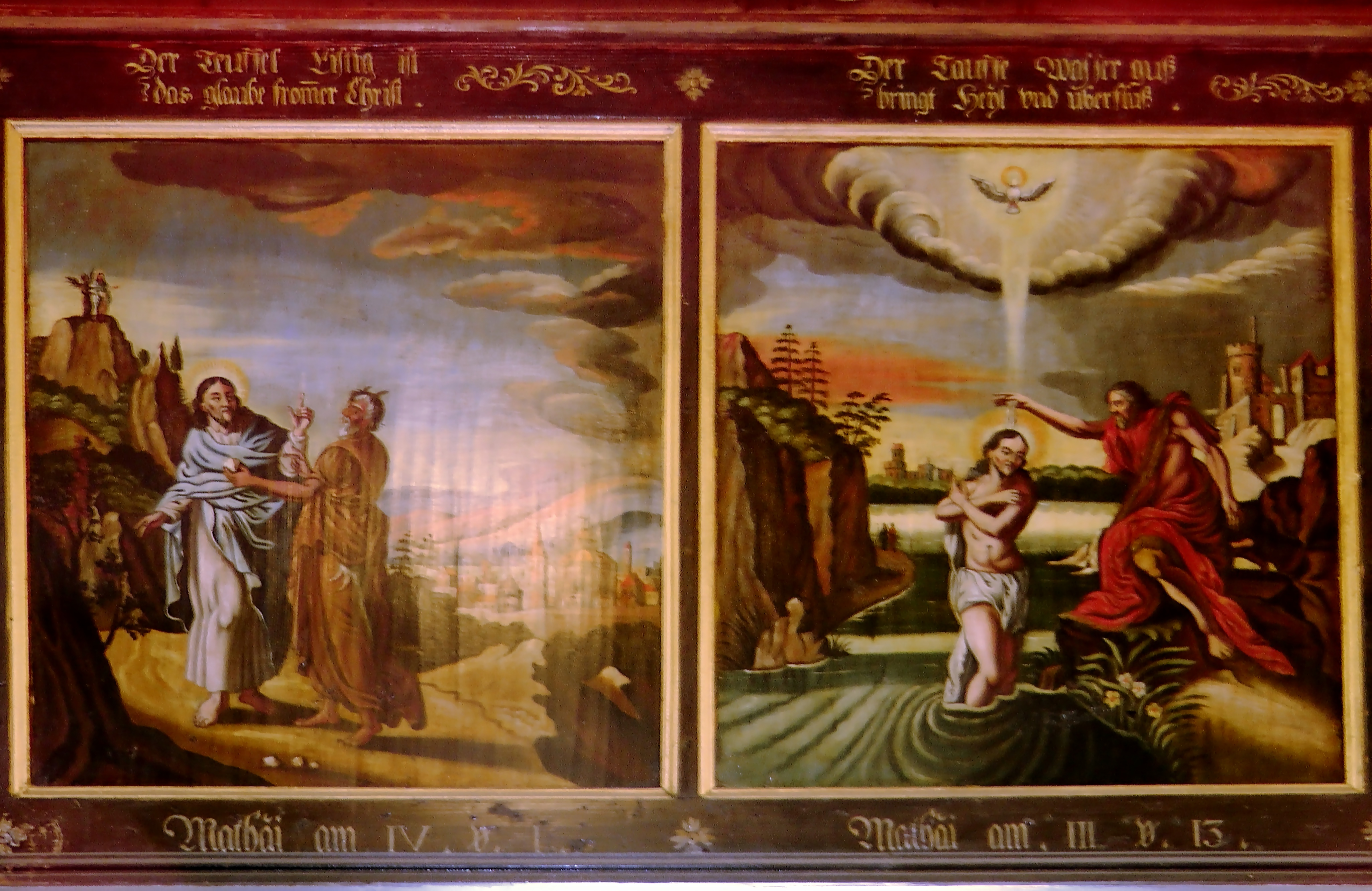
Versuchung Christi, Taufe Christi
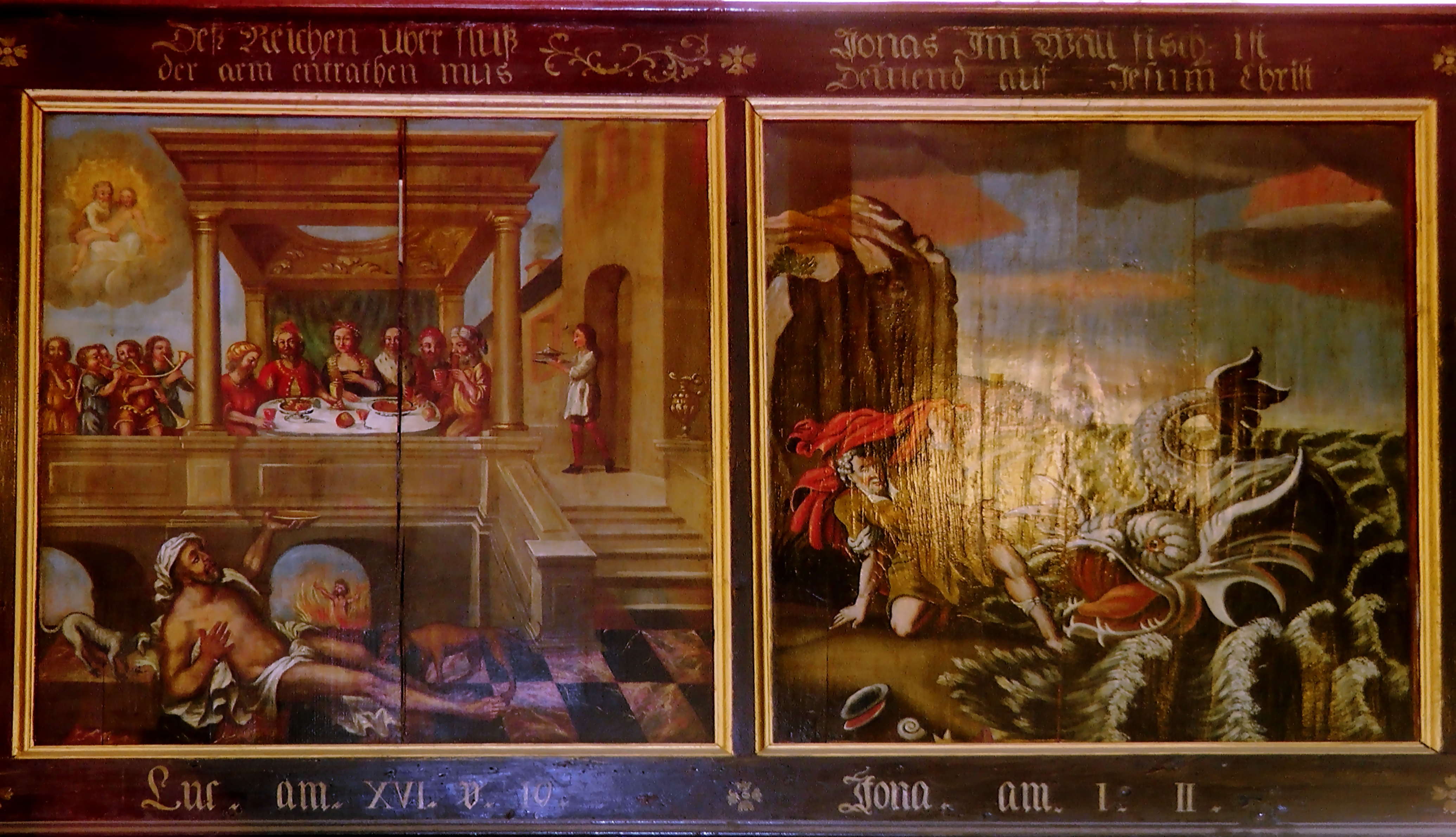
Das Gleichnis von Lazarus und dem reichen Mann – Jonas und der Walfisch
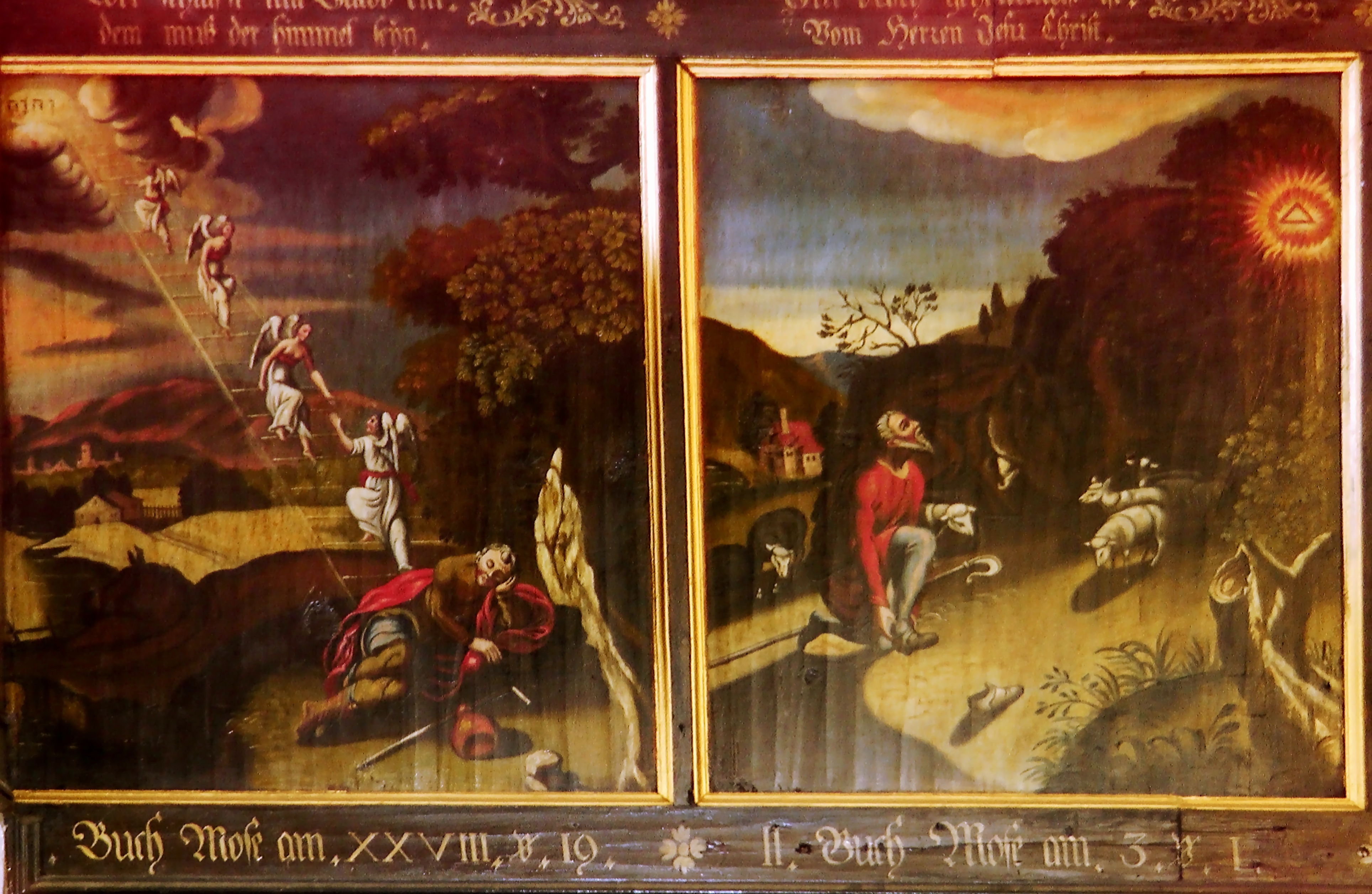
Jakob und die Himmelsleiter – Moses und der brennende Dornbusch
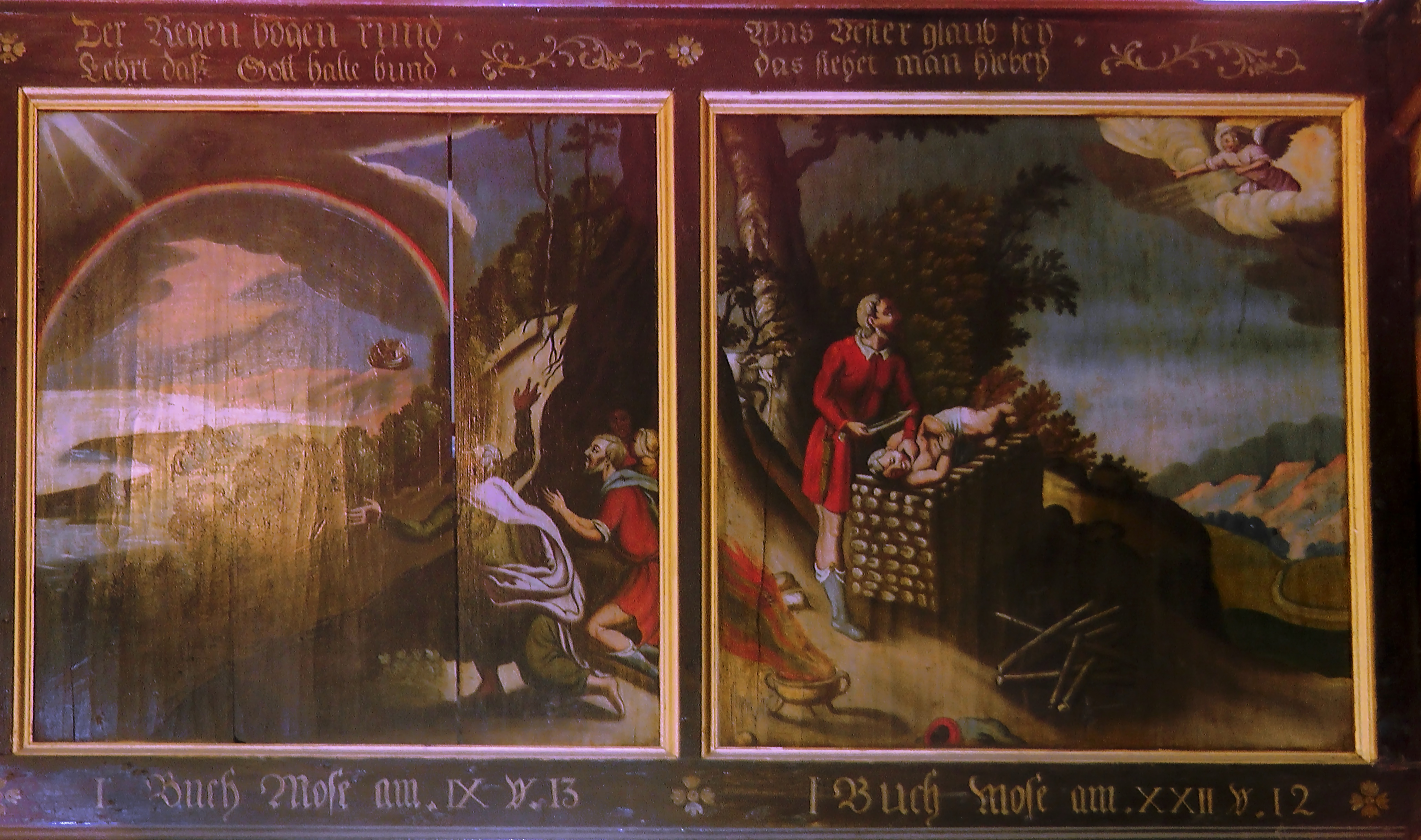
Die Sintflut – Die Opferung Isaaks
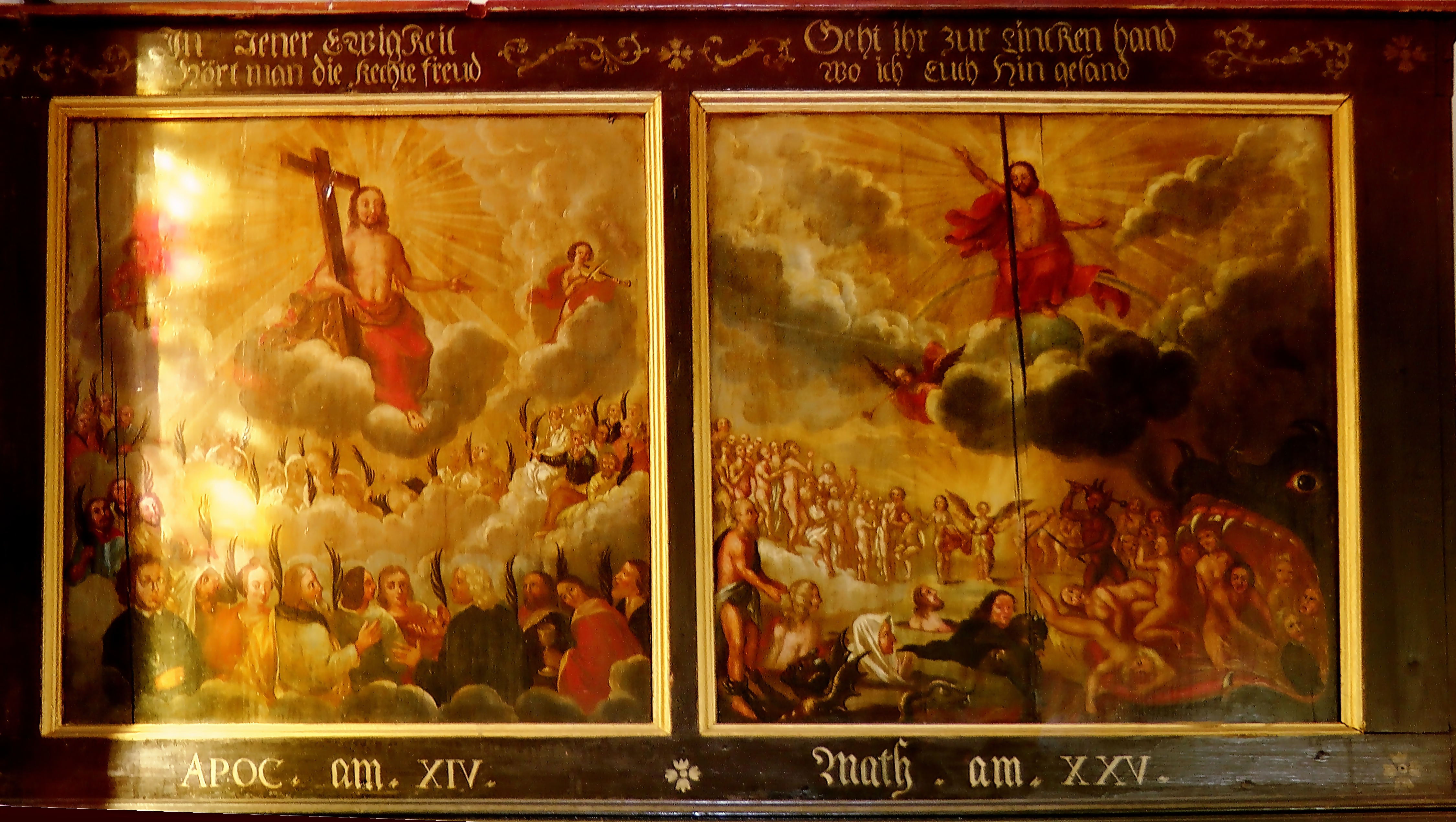
Jüngstes Gericht

## Weitere Ausstattung

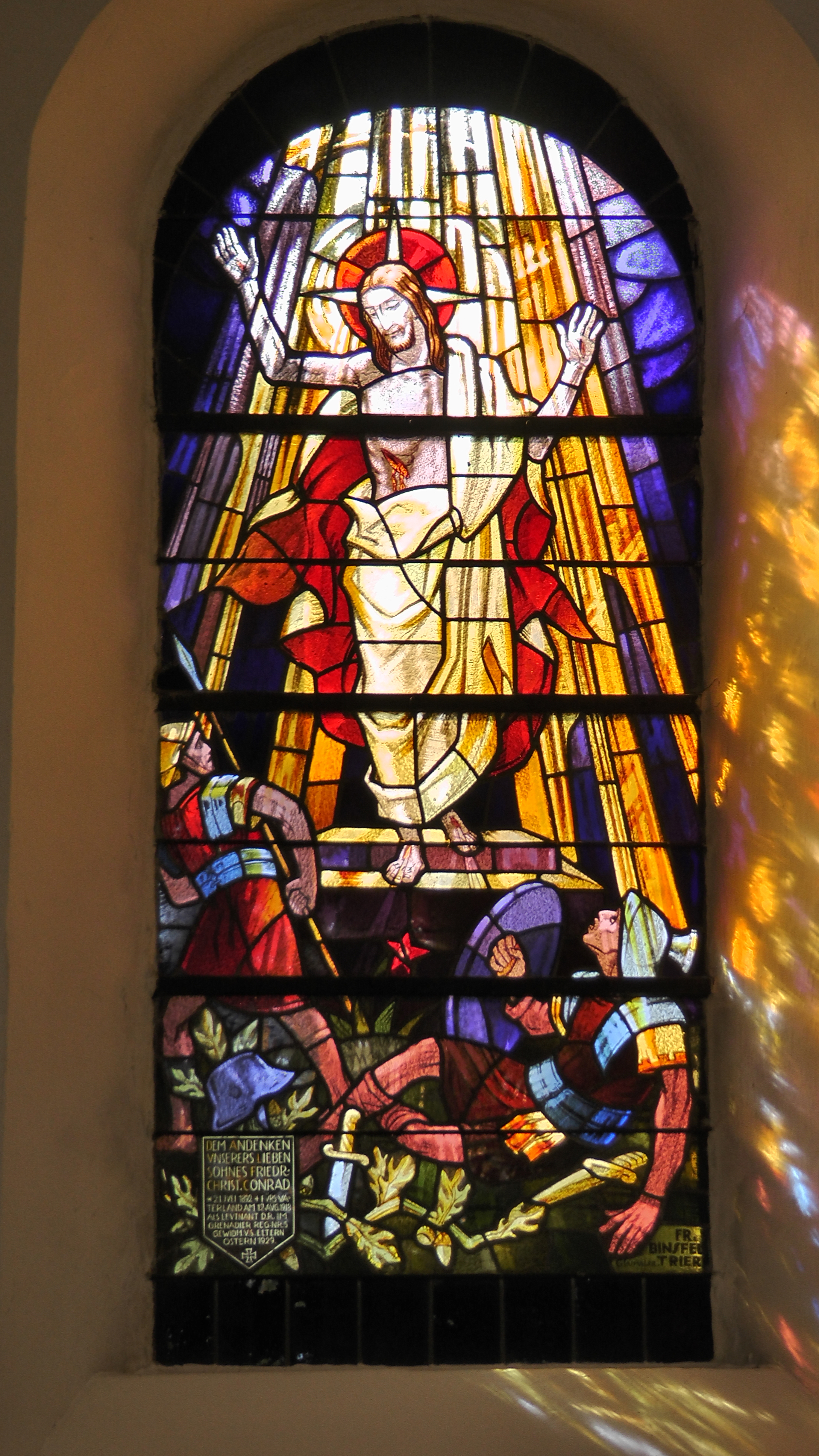
Buntglasfenster Auferstehung Christi

An der Südseite der Kirche befindet sich ein Grabmal für Pfarrer Happel von 1680, der den Bau der Kirche leitete, und seine Frau Anna Apollonia.
Ein Buntglasfenster an der Südseite zeigt das Motiv „Auferstehung Jesu Christi“. Es wurde 1929 von der Mülheimer Familie Conrad, die ihren einzigen Sohn im Ersten Weltkrieg verloren hatte, gestiftet.

## Glocken

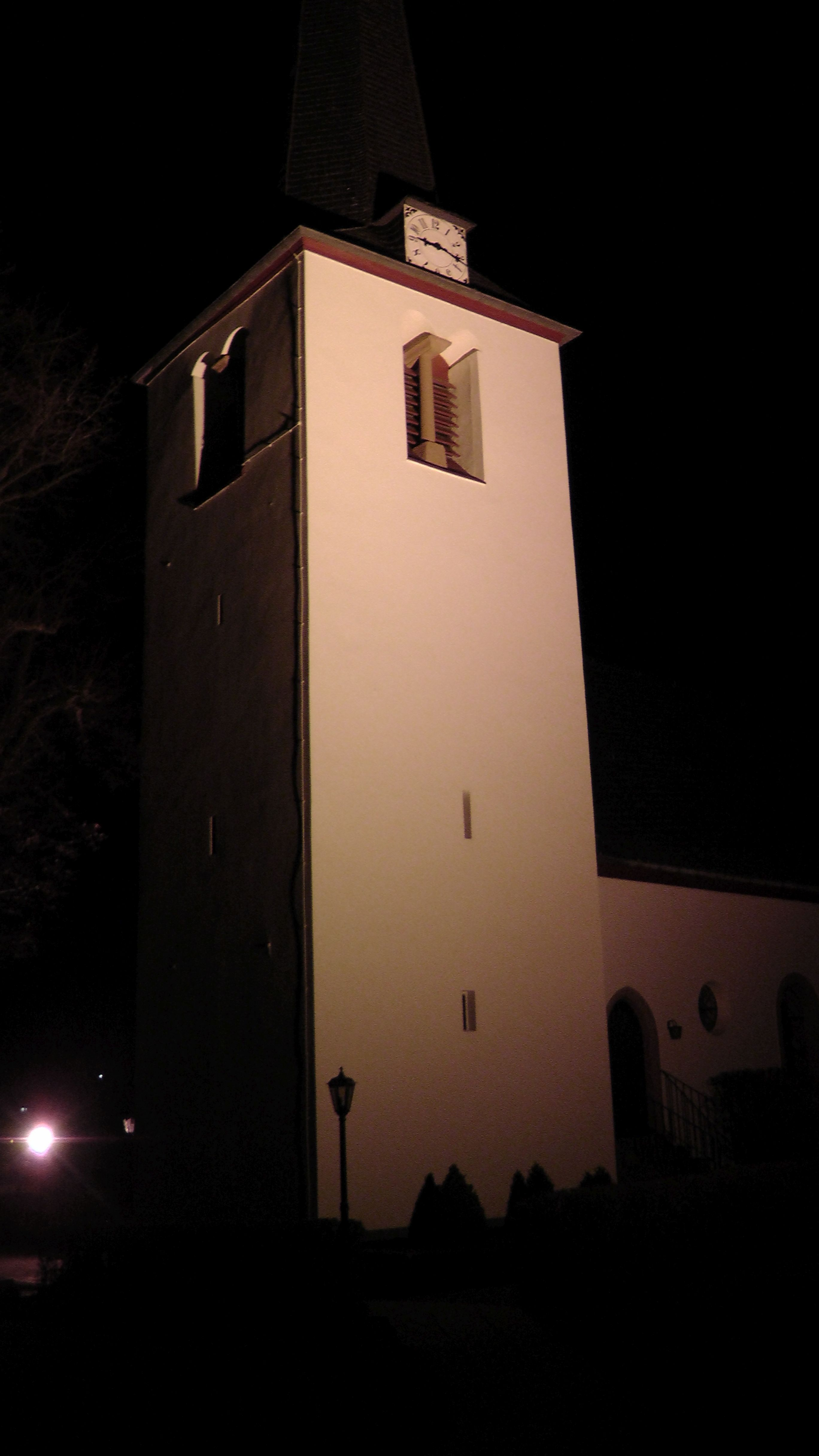
Glockenturm bei Nacht

Die Kirche besitzt 3 Glocken, die alle beim Bochumer Verein gegossen wurden. Die große Friedensglocke von 1951, die Luther-Glocke und die Melanchton-Glocke von 1950.
Die große Friedensglocke trägt die Inschrift:
Meine Schwester im Weltkrieg zum Opfer genommen, / bin ich durch Opfer wiedergekommen,/ eine Mutter liess neu mich erstehen,/ zu klagen euch, ihr Gefallenen Söhne und Brüder / Gott gebe euch uns ewig wieder.
Die mittlere Lutherglocke trägt folgende Inschrift:
Die Luterglocke heiss ich,/ zu Gottes Ehre kling ich / zu seinem Worte ruf ich.
Die Inschrift der kleinen Melanchtonglocke lautet:
Melanchtonglocke heiss ich / der Lutherglocke helf ich / zu Fried und Eintracht mahn ich.

## Nutzung
In der Kirche findet nahezu jeden Sonn- und Feiertag ein Gottesdienst der lutherisch geprägten Evangelischen Kirchengemeinde Mülheim statt. Weitere Kirchen der Gemeinde stehen in Brauneberg und Andel (Evangelische Kirche (Andel)). Gottesdienste sind typischerweise um 10:30 Uhr, manchmal auch zu einer anderen Uhrzeit. Die Kirche ist im Rahmen des Projekts offene Kirche im Sommerhalbjahr dienstags ab 11 Uhr geöffnet. Um 11 Uhr und um 17 Uhr ist an diesen Tagen oft Orgelmusik. Seit 2011 ist die Kirchengemeinde Mülheim mit der Kirchengemeinde Veldenz pfarramtlich verbunden.
| Name                              | Amtszeit  | Anmerkung                                         |
| --------------------------------- | --------- | ------------------------------------------------- |
| unbekannt                         | 1523–1553 | Pfarrhaus in Brauneberg                           |
| Peter Dusemond                    | 1538–1558 | Pfarrhaus in Brauneberg                           |
| unbekannt                         | 1559–1632 | Pfarrhaus in Brauneberg                           |
| Konrad Tilmann Liernur (Lerner)   | 1633–1643 | 1637–1643 als Kriegsvertriebener in Litzig        |
| Pfarrstelle kriegsbedingt vakant  | 1643–1649 | Besetzung durch Kurtrier im Dreißigjährigen Krieg |
| Johann Konrad Happel              | 1649–1675 |                                                   |
| Johann Albert Liernur             | 1675–1676 |                                                   |
| Johann Peter Debus                | 1676–1703 |                                                   |
| Johann Nikolaus Faust             | 1703–1724 |                                                   |
| Johann Philipp Faust              | 1724–1730 | Sohn seines Amtsvorgängers                        |
| Johann Jakob Herrmann             | 1730–1774 |                                                   |
| Friedrich Christian Herrmann      | 1774–1790 | Sohn seines Amtsvorgängers                        |
| Johann Philipp Moritz Wittmann    | 1790–1797 |                                                   |
| Karl Heinrich Bartz               | 1806      |                                                   |
| Wilhelm Heinrich Theodor Ludovici | 1806–1851 |                                                   |
| Karl Ludwig Eberhard Schultz      | 1851–1872 |                                                   |
| Gottlieb Wilhelm Spies            | 1872–1913 |                                                   |
| Johann Heinrich Otten             | 1913–1916 |                                                   |
| Karl Gerhard Wilhelm Büren        | 1917–1937 |                                                   |
| Heinrich Adolf Gerhard Kutscher   | 1937–1950 |                                                   |
| Dr. Wilhelm Johannes Lotz         | 1951–1955 |                                                   |
| Ernst Volk                        | 1956–1992 |                                                   |
| Thomas Berke                      | 1992–     |                                                   |